# Igriția, Cluj
Igriția (în maghiară Igrice, Kisigrice) este un sat în comuna Cornești din județul Cluj, Transilvania, România.

## Istoric
Aici a avut loc revolta cunoscută în istorie sub numele de “Răscoala de la Bobâlna” din anul 1437, pe dealul situat la nord de localitate ("Dealul Bobâlna", 693 m).

## Galerie de imagini

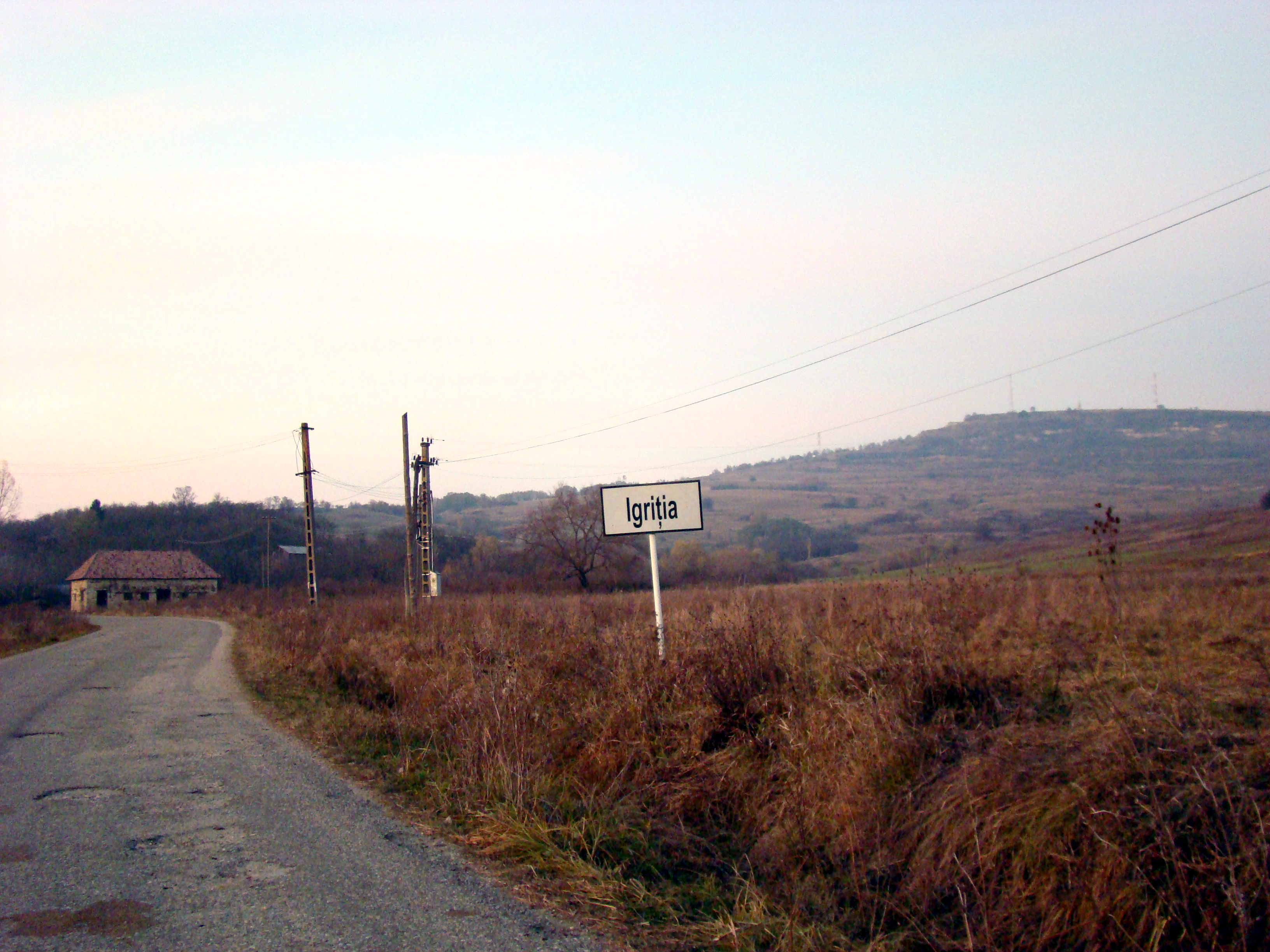
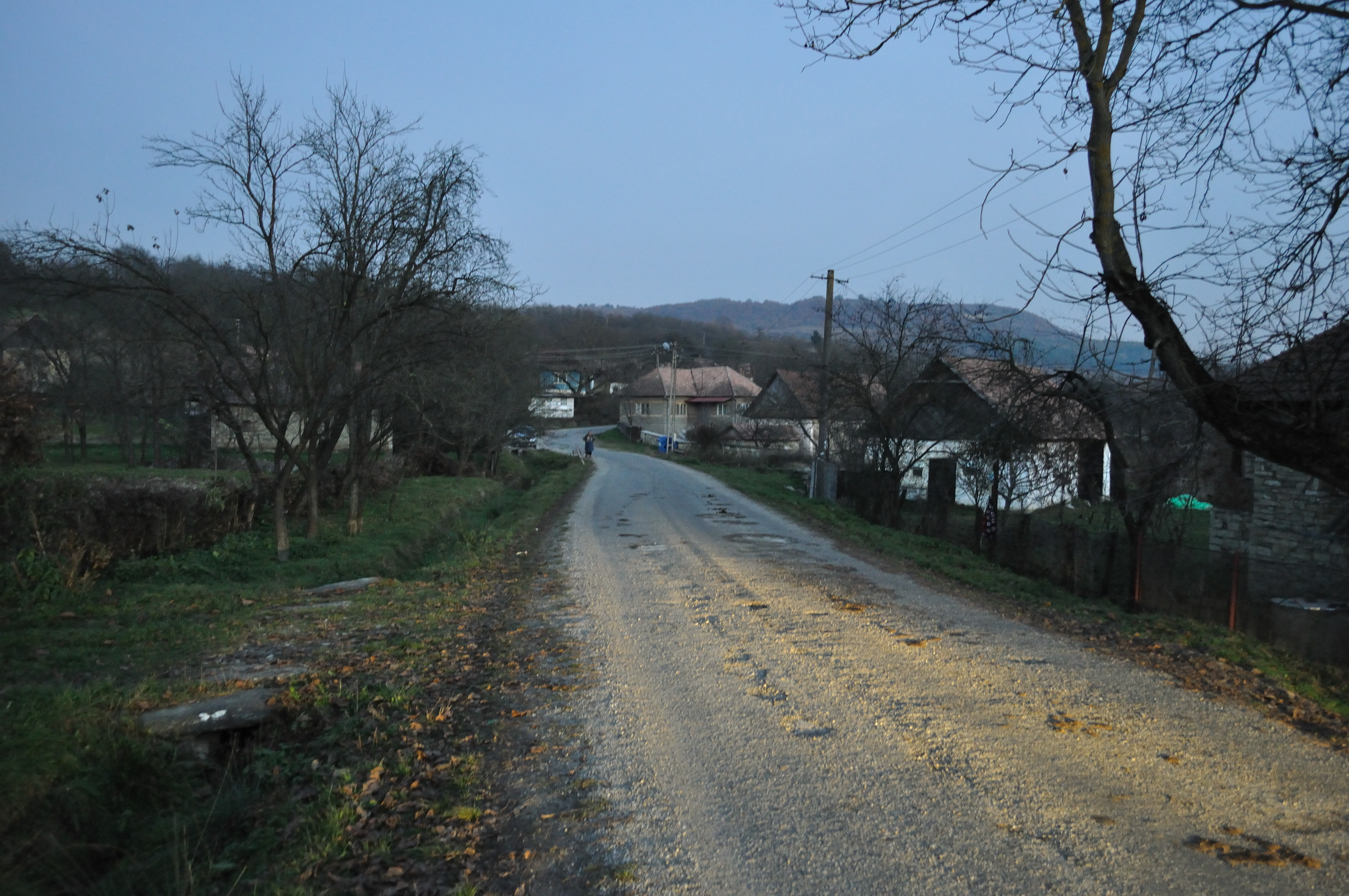
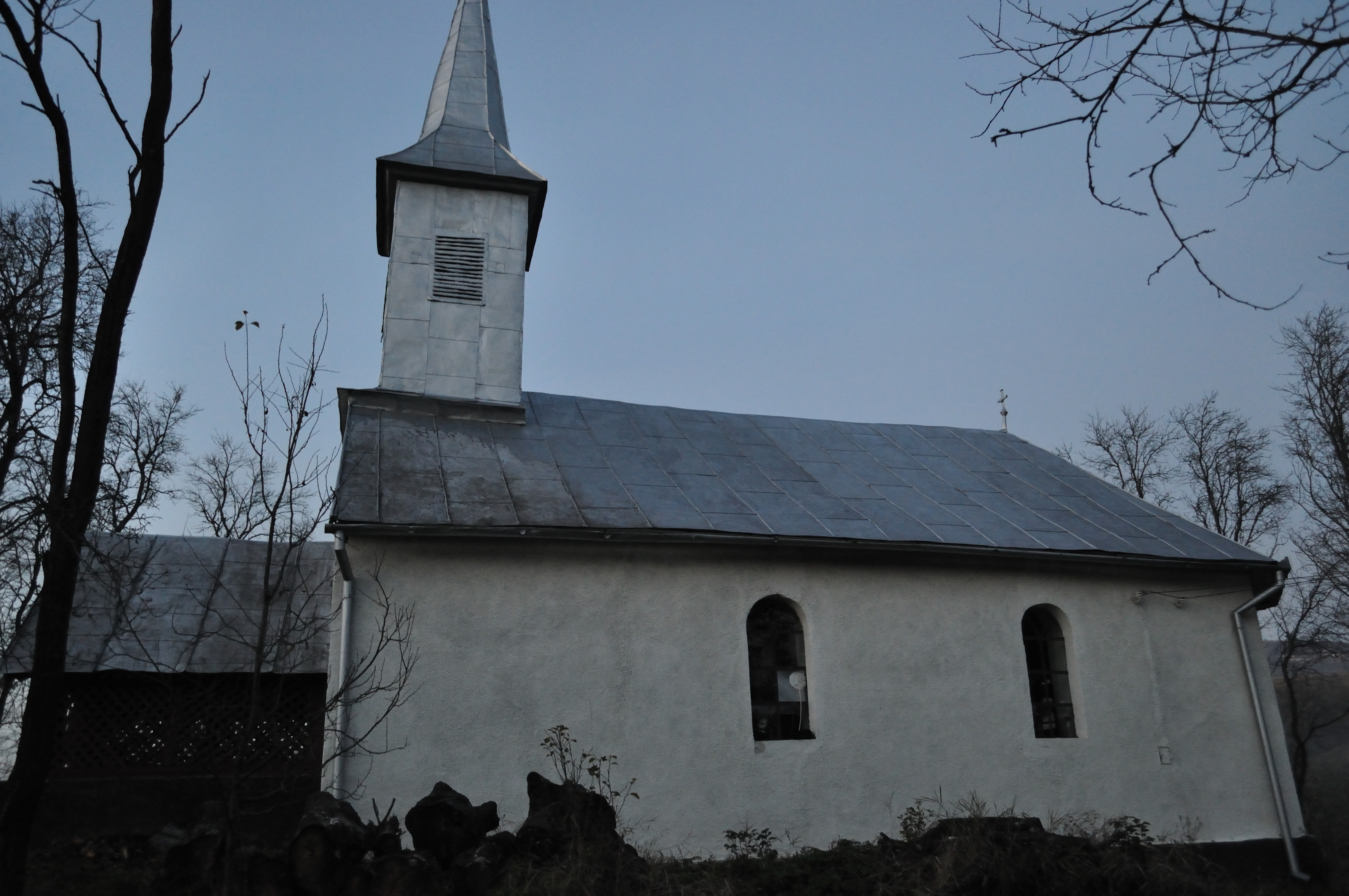